# Taganrog
Taganrog [taganróg] (rusko Таганро́г) je mesto ob severni obali Azovskega morja, zahodno od ustja reke Don, v Rostovski oblasti v Rusiji. V Taganrogu se nahaja ena od večjih ruskih avtomobilskih tovarn - TAGAZ.
V mestu je bil 29. januarja (17. januar – julijanski koledar) 1860 rojen pisatelj Anton Čehov. V njegovi rojstni hiši je sedaj muzej.